# Yud Aleph Nissan
. 

Menachem Mendel Schneerson

Yud Aleph Nissan o anche 11 Nisan - 11º giorno del mese ebraico Nisan (in ebraico י"א ניסן‎?) - è il compleanno di Rabbi Menachem Mendel Schneerson (1902-1994), il Rebbe leader della dinastia chassidica Chabad ed è celebrato dai suoi seguaci come un vero e proprio festival.
Questo giorno viene festeggiato con parate pubbliche dal 1992, quando Schneerson fu ricoverato in ospedale per riprendersi da un ictus.
Il primo riconoscimento pubblico del compleanno di Schneerson fu istigato dal suo inviato personale a Washington, Abraham Shemtov, che nel 1978 sollecitò parlamentari favorevoli al Rebbe a convincere Jimmy Carter di dichiarare quel giorno come Education and Sharing Day ("Giorno di Istruzione e Condivisione") in suo onore. Tale giorno fu ufficialmente riconosciuto e dichiarato Education and Sharing Day da tutti i successivi Presidenti degli Stati Uniti.
Lo Yud Aleph Nissan è commemorato da una parata ufficiale Tzivos Hashem in giro per Crown Heights